# Choiseul (Saint Lucia)
Choiseul è una città di Saint Lucia, situata nel quartiere omonimo.
| Controllo di autorità | J9U (EN, HE) 987007285762205171 |